# Julien Jeuvrey
Pas d'image ? Cliquez ici

a Compétitions nationales et continentales officielles uniquement.

b Matchs officiels uniquement.
Julien Jeuvrey, né le 18 avril 1985 à Dijon (Côte-d'Or), est un joueur français de rugby à XV qui évolue aux postes d'arrière ou d'ailier.

## Biographie
Julien Jeuvrey naît le 18 avril 1984 à Dijon dans le département de la Côte-d'Or en France,.
En 2004, ayant auparavant intégré le centre de formation de l'AS Montferrand, il remporte la Coupe Frantz-Reichel. Deux ans plus tard, en avril, il fait son unique apparition avec les professionnels du club clermontois contre le Stade français Paris,.

## Palmarès

### En club
- Vainqueur de la Coupe Frantz-Reichel en 2004 avec l'AS Montferrand.
- Vainqueur du Championnat de France espoirs en 2006 avec l'ASM Clermont Auvergne.

### En équipe nationale
- Équipe de France -18 ans : 2 sélections en 2003 (Pays de Galles, Angleterre)
- Équipe de France -19 ans : vice-champion du monde 2004 en Afrique du Sud (5 sélections : Écosse, pays de Galles, Afrique du Sud, Angleterre, Nouvelle-Zélande)
- Équipe de France -21 ans : 2 sélections en 2006 (Irlande, pays de Galles)